# Молдавская народная сказка
Молдавская народная сказка — эпическое художественное произведение молдавского народа, преимущественно прозаического, волшебного и авантюрного или бытового характера; один из основных жанров фольклорной прозы. На всех молдавских сказках лежит печать старинного быта, обычаев, порядков. Вместе с дойнами, старинными песнями, балладами, пословицами и поговорками сказки составляют духовное достояние молдаван.
Молдавские, как и русские сказки, делятся на волшебные, сказки о животных, социально-бытовые и новеллистические.
Сказки является важной частью фольклорного наследия молдавского народа. Они впитали в себя мудрость многих поколений, они учат честности и доброте, состраданию и смелости. Молдавская сказка имеет общие черты со сказками соседних народов. Даже молдавские слова «повесте», «баснэ» (рум. poveste, basnӑ) являются аналогами древнеславянского слова «сказка».
Даже простое рассказывание сказок может иметь магическую силу. Согласно преданию, если сказки рассказывать в осенние или зимние вечера, то это может сберечь дом от беды и ночного зла; а у чабана, который каждый вечер в овчарне рассказывает сказки, может родиться волшебная овца, наделённая пророческим даром. Существует распространённый сказочный сюжет как Фэт-Фрумос на собственной свадьбе был вместе с невестой спасён от Змея-дракона с помощью простой сказки о пшенице и хлебе.
Молдавская сказка отличается ярким колоритом повествования, необычными, оригинальными именами героев, например, Тодеричэ-Поздеричэ, Ион Могоряну, Тарил Пенеш (рум. Toderică-Pozderică, Ion Mogoreanu, Tarul Peneş).
В большинстве молдавских народных сказок отражаются борьба с социальным злом. Вероятно этим можно объяснить то, что церковная и государственная власть преследовали народных сказителей. Так в первом молдавском сборнике законов «Уложение господаря Василия Лупу» (1646 г.) говорилось о наказании за распространение фольклорных произведений.
В новеллистических сказках главными героями выступают крестьянин, чабан и батрак, солдат, мудрая дева, которые часто противостоят царю, богатым соседям, представителям церкви, купцам; их всегда спасает сообразительность и трудолюбие. Цари, змеи и драконы по
сюжету сказок заняты в повседневной жизни традиционными делами молдаванина: сбором урожая, уходом за стадом. Они одеты в национальную одежду, на их столах национальные блюда; речь их пестрит молдавскими пословицами и поговорками. На их свадьбах и похоронах строго соблюдаются старинные традиции. Большой популярностью в народе пользуются комические персонажи молдавских социально-бытовых сказок — Пэкалэ и Тындалэ, которые олицетворяют остроумие жизнерадостного крестьянина-бедняка.
Собирать и публиковать сказки начали, в основном, во второй половине XIX века. Для молдавских писателей фольклор служил источником вдохновения. Д. Кантемир включал во многие свои работы, в том числе в «Иероглифическую историю», фольклорные сюжеты; фольклорные мотивы использовал К. Стамати в своей поэме «Герой Чубэр-Воевода»; на фольклоре основаны многие басни А. Донича, писатель К. Негруци также использовал литературные сюжеты молдавских сказок. В 1847 г. в газете «Одесский вестник» (№№ 57—58) были опубликованы молдавские сказки и легенды В. Бессараба (псевдоним Болеслава Хашдеу). Ион Крянгэ написал ряд сказок, используя сюжеты из народных сказока. Благодаря ему многие сказочные сюжеты вошли в сокровищницу молдавской литературы.
Молдавские сказки привлекали внимание русских и украинских писателей — А. Пушкина, М. Горького, М. Коцюбинского и других. М. Горький от молдавских сказителей услышал легенду о Данко, вырвавшем из груди своё сердце и поднявшем его, как факел, чтобы осветить путь и спасти свой народ.
В 1920—1930-е годы в СССР собирательство и научно-издательскую деятельность осуществляла специальная секция Молдавского
научного комитета, которая подготовила несколько книг. В послевоенные годы появилось множество сборников молдавских народных сказок.

## Известные сказители
Наиболее известными сказителями считаются: Трифан Балтэ из села Блештены Единецкого района, Николае Плешка из села Старые Каракушаны Бричанского района, Михаил Тимиркан из села Бурсук Ниспоренского района, Думитру Крецу из села Урсары Каларашского района, Ион Паскул из села Баурчи-Молдовень Кагульского района, Константин Дарабан из села Старые Биличены Сынжерейского района.